# Мифы Мессении
В микенскую эпоху столица Мессении находилась в Пилосе у западного побережья, после же дорийского вторжения — восточнее, в городе Мессена. В мифологической традиции же эти царства представлены существовавшими одновременно. Родословная потомков Периера (Мессена) и родословная потомков Нелея (Пилос) никак не соприкасаются и основаны на различных линиях традиции. Потомки Нелея, сына Посейдона (Нелеиды и их ветви) удалились в Афины, где сыграли в дальнейшем значительную политическую роль.
Основные боги:
- Зевс. Связан с горой Итома.
- Посейдон. Отец Нелея и Идаса, противник Геракла.
- Аполлон. Отец Асклепия (версия) и Меланея. Геракл сражался с Аполлоном.
- Аид. Сражался на стороне жителей Пилоса, но был ранен Гераклом.
- Арес, Гера. В битве за Пилос ранены Гераклом.
- Дионис. На горе в Мессении издал клич «Эвое».
- Гермес. Отец Фариса.
- Артемида. Отсутствует.
- Афина. Помогает Гераклу в войне с Пилосом.

## Топонимы
Гомер упоминает следующие населенные пункты:

В Пилосе живших мужей, обитавших в Арене веселой;
Фриос, Алфейский брод и славные зданием Эпи,
Град Кипариссию, град Амфигению вкруг населявших,
Птелос, Гелос и Дорион …
…
Сих предводил повелитель их Нестор, конник геренский.
(Гомер. Илиада II 591—594, 601, перевод Н. И. Гнедича)
В пилосском архиве упоминаются следующие идентифицируемые города: pu-ro (Пилос), ku-pa-ri-so (Кипарисс), a-pi-ke-ne-a (Амфигенея), pa-ki-ja (Сфагия), e-re-e (Элос/Гелос), ri-jo (Рион), ka-ra-do-ro (Харадр), re-u-ko-to-ro (Левктрон), me-ta-pa (Метапа в Мессении), a-si-ja-ti-ja (Асия в Мессении).
- Авлон. Город в Мессении, там храм Асклепия Авлонского[3].
- Ахеронт. Река в Мессении. Приток Алфея[4].
- Герении. Жители города[5]. У Гомера он назывался Энопа, а позднее Герения. Там был воспитан Нестор[6].
- Кипарис. Город в Мессении.
- Мессения. Страна[7].
- Пакияна. Микен. pa-ki-ja-na — религиозный центр около Пилоса[8].
- Пилос. Город в Мессении[9]. В «Илиаде» неоднократно. В микенских текстах есть слово ma-to-ro-pu-ro (возможно, Матропилос — кремль Пилоса)[10].
- Пилосцы[11].
- Сфактерия. От микенского sa-pa-ka-te-ri-ja (сфактерия, «жертвы»)[12].
- Эхалия. Город и область в Мессении[13][14]. В текстах из Пилоса (например, табличка An 654) упоминаются воинские отряды из областей царства: олимпийцы, ku-re-we, иасийцы (i-wa-so), эхалийцы (o-ka-ra3)[15]. На другой табличке (An 657) кипариссийцы, эхалийцы и другие[16].

## Царские династии

### Пилос
- Аластор. Сын Нелея и Хлориды, убит Гераклом[17]. Взял в жены Гарпалику из Аргоса, но её отец Климен забрал её у мужа из ревности[18].
- Алкмеон (Алкмеон (сын Амфиарая))[19] Сын Силла, правнук Нестора. Удалился в Афины после вторжения Гераклидов, основал род Алкмеонидов[20].
- Анаксибия. Дочь Кратиея. Жена Нестора[21].
- Андропомп. Из Мессении. Сын Бора, отец Меланфа[22].
- Антилох.
- Антимен. Сын Нелея и Хлориды. Убит Гераклом[23].
- Арет. Царь Пилоса, сын Нестора и Анаксибии[24].
- Астерий. Сын Нелея и Хлориды, убит Гераклом[17].
- Бор. Из Мессении. Сын Пенфила, отец Андропомпа[22].
- Деимах. Сын Нелея и Хлориды, убит Гераклом[17].
- Евагор. Сын Нелея и Хлориды, убит Гераклом[17].
- Евримен. Сын Нелея и Хлориды, убит Гераклом[25].
- Еврибий. Сын Нелея и Хлориды, убит Гераклом[17].
- Евридика (en:Eurydice of Pylos)[26] Дочь Климена. По версии Гомера, жена Нестора[27], мать Фрасимеда[28]. См.
- Климен. Отец Евридики, жены Нестора[27].
- Кратией. Отец Анаксибии, тесть Нестора[25].
- Нелей. Сын  Посейдона и Тиро, брат-близнец Пелия, царь Пилоса в Мессении
- Нестор. Царь Пилоса, сын Нелея и Хлориды.
- Пенфил. Сын Периклимена, отец Бора[22].
- Периклимен (сын Нелея).
- Персей. Сын Нестора[29] и Анаксибии[21].
- Персепол.
- Персепола. См. выше.
- Пилаон. Сын Нелея и Хлориды, убит Гераклом[30].
- Писидика. Дочь Нестора и Анаксибии[21].
- Писистрат (сын Нестора).
- Писистрат. Сын Писистрата. Изгнан из Мессении при вторжении Гераклидов, неизвестно, куда ушёл[31].
- Поликаста (Поликаста (дочь Нестора)). Младшая дочь Нестора[32] и Анаксибии[21] Родила от Телемаха Персеполу[33]. (или сына Персеполида)
- Пэон. Сын Антилоха. Его сыновья были изгнаны из Мессении Гераклидами и поселились в Афинах. От них идет род Пэонидов[31].
- Радий. Сын Нелея и Хлориды, убит Гераклом[25].
- Силл. Из Мессении. Сын Фрасимеда, отец Алкмеона[22].
- Стратих. (у Гесиода Стратий, у Гомера Стратион). Сын Нестора и Анаксибии[34]. См. Stratichus[англ.]
- Тавр. Сын Нелея и Хлориды, убит Гераклом[35].
- Фрасимед.
- Хлорида. Дочь Амфиона, жена Нелея.
- Хромий. Сын Нелея и Хлориды, убит Гераклом[23]. Упомянут при описании Аида[36].
- Эпидай. Сын Нелея и Хлориды, убит Гераклом[25].
- Эпикаста. По некоторым, дочь Нестора, возлюбленная Телемаха[37]. См. Поликаста.
- Эпилай. Сын Нелея и Хлориды, убит Гераклом[23].
- Эхефрон. Сын Нестора[29] и Анаксибии[21].

### Мессения
- Алкиона. Прозвище Марпессы, плакала, когда её похитил Аполлон[38].
- Арена. Дочь Эбала[39]. Жена и сестра Афарея, её именем назван город в Мессении[40].
- Арсиноя (дочь Левкиппа).
- Афарей.
- Афаретиды (то есть сыновья Афарея). Идас и Линкей[41].
- Горгофона. Дочь Персея и Андромеды, жена Периера[42]. Её могила в Аргосе у памятника Горгоны. После смерти своего мужа Периера вышла замуж за Эбала. Прежде был обычай, что женщины всегда оставались вдовами[43].
- Дианиса. По версии, жена Идаса, похищена Диоскурами с сестрой Фебой[44].
- Идас (Ид).
- Лаокоса. (Лаокооса.) Жена Афарея, мать Идаса и Линкея[45].
- Левкипп (сын Периера).
- Линкей (сын Афарея).
- Марпесса. (Марписса.)
- Периер.
- Полидора. (Polydora[англ.]) Согласно Писандру, жена Афарея, мать Линкея и Идаса[46].
- Филодика. (Philodice[англ.]) Дочь Инаха и жена Левкиппа. Мать Фебы, Гилаиры и Арсинои.
- Эриопида. Согласно Асклепиаду, дочь Аполлона и Арсинои[47].

## Другие персонажи
- Агрей. Из Пилоса, участник похода против Фив. Убит Менекеем[48].
- Аластор. Пилосец, участник Троянской войны[49].
- Биант. Пилосец, участник Троянской войны[50].
- Гемон. Пилосец, участник Троянской войны[50].
- Гиппас. Отец пилосца Меланфия[51].
- Ифома. (Итома.) Кормилица Зевса, по её имени названа гора в Мессении[52].
- Итомский. Эпитет Зевса, упомянут в гимне Евмела[53]. Мессенец Аристомен заколол Зевсу Итомскому триста человек, включая Феопомпа, царя Спарты[54].
- Лаодок. Друг Антилоха, участник Троянской войны[55].
- Лаэрк. (Лаэркос.) Златоискусник Нестора[56].
- Меланфий. Сын Гиппаса. Возничий Нестора. Убит Деифобом[51].
- Минфа.
- Ноемон. Друг Антилоха[57].
- Памис. Река в Мессении. Культ установлен царем Сиботом[58].
- Пелагон. Пилосец, участник Троянской войны[49].
- Перифант. Пилосец. Участник похода против Фив. Убит Менекеем[59].
- Стениклер. Герой в Мессении. По его имени названо Стениклерское поле[60].
- Ферон. Из Фрии у потоков Алфея. Спутник Нестора. Убит Мемноном[61].
- Хромий. Пилосец, участник Троянской войны[49].
- Эревф. Из Фрии у потоков Алфея. Спутник Нестора. Убит Мемноном[61].

### Другие области
- Абия. Кормилица Гилла, сына Геракла (?). Либо кормилица Глена, сына Геракла. Удалилась в город Иру в Мессении и соорудила храм Геракла. Позже Кресфонт назвал город её именем — Абия[62]. См. en:Abia (mythology
- Еврит (сын Меланея). Герой из Эхалии в Мессении. Его культ установил Сибот, царь Мессении[63]. Кости хранятся в Карнасской роще[64].
- Меланей (сын Аполлона).
- Мофона. Дочь Ойнея от наложницы. Её именем назван город в Мессении, ранее называвшийся Педасом[65].
- Орхилох. Из Мессены. Его дом посещали Ифит и Одиссей[66].
- Эхалия. Жена Меланея, от неё город в Мессении[14].

### Андания
- Андания. Некая героиня. По её имени назван город Андания в Мессении[67].
- Мессена (дочь Триопа).
- Поликаон (сын Лелега).

### Фары
- Алфей. Речной бог. Отец Орсилоха, дед Диокла[68]. Не путать с Алфеем в Элиде.
- Антиклея. Дочь Диоклеса из Фер. Родила от Махаона Никомаха и Горгаса[69]. См. Антиклея
- Горгас. Сын Махаона и Антиклеи. Царь Фар после Диоклеса. Мессенский царь Истмий выстроил ему святилище в Фарах[70].
- Диокл (сын Орсилоха).[71] Правитель Фер в Мессении[72]. Дети близнецы Крефон и Орсилох и дочь Антиклея[73]. См. Диокл
- Крефон. Герой из Феры (Мессения), участник Троянской войны. Убит Энеем[74]. Сын Диоклеса из Фар[69].
- Никомах.[75] Сын Махаона и Антиклеи. Царь Фар после Диоклеса. Мессенский царь Истмий выстроил ему святилище в Фарах[70].
- Орсилох. Сын Алфея и Телегоны. Царь Фар[76]. Отец Диокла[77].
- Орсилох (сын Диокла). Сын Диоклеса из Фар[69]. Герой из Феры (Мессения), участник Троянской войны. Убит Энеем[74].
- Ортилох. См. Орсилох (у Гомера написание Орсилох).
- Телегона. Дочь Фариса. Родила от Алфея Ортилоха[76].
- Фарис. Сын Гермеса и Филодамии (дочери Даная). Основал город Фары (Мессения). У него была дочь Телегона[76]. Он же Фарес, возможно, основал город Фары (Ахайя)[78].
- Филодамия. Дочь Даная. Родила от Гермеса Фариса[76].

## Время Гераклидов
- Евмантид. Прорицатель, элеец из рода Иамидов. Кресфонт привел его с собой в Мессению. Его потомком был Феокл, участник Второй мессенской войны[79].
- Кресфонт.
- Кресфонт (сын Кресфонта). Еврипид называет так сына убитого царя Мессении и Меропы, в других источниках именуемого Эпитом. Действующее лицо трагедии Еврипида «Кресфонт» (фр.449-459 Наук)[80] и Энния «Кресфонт». См. АП III 5.
- Меропа (дочь Кипсела).
- Полифонт.
- Телефонт. Сын Кресфонта и Меропы, согласно трагедии Еврипида[81]. См. Эпит.
- Эпит (сын Кресфонта).